# 픽스트시스 엑셀시어
픽스트시스 엑셀시어(Fixedsys Excelsior)는 픽스트시스의 유니코드 버전이다. 현재 최신 버전은 3.00 또는 3.01이다.
이는 일반 픽스트시스와는 달리 아랍 문자, 키릴 문자, 룬 문자, IPA 등도 지원하나, CJK는 지원하지 않는다. 또한 사용자 정의 영역에는 필기체나 이탤릭체 글꼴도 포함돼 있다.
또한 픽스트시스 엑셀시어 2.00은 매킨토시에서도 잘 동작했으나, 3.00 또는 3.01은 그렇지 않다고 한다.
이 글꼴은 날개셋 한글 입력기 4.5 버전부터 날개셋 한글 입력기 새 내장 글꼴의 모체가 되었다. 이전에 자체 제공하던 내장 글꼴은 모두 한/글 97 자형을 갈무리한 것이었는데, 그것이 가독성이 좋지 않아 4.5부터 모두 픽스트시스 엑셀시어를 갈무리한 자형으로 바꿨다.

## 지원하는 유니코드 범위
- 제어 문자와 라틴 기본(0000~007F), 제어 문자와 라틴 보충(0080~00FF)
- 라틴 확장-A(0100~017F), 라틴 확장-B(0180~024F)
- 국제 음성 기호 확장(0250~02AF)
- 조정 문자(02B0~02FF)
- 조합 분음 기호(악센트)(0300~036F)
- 그리스어와 콥트어(0370~03FF)
- 키릴 자모(0400~04FF), 키릴 자모 보충(0500~052F)
- 아르메니아어(0530~058F)
- 히브리어(0590~05FF)
- 아랍어(0600~06FF)
- 타아나어(0780~07BF)
- 타밀어(0B80~0BFF)
- 태국어(0E00~0E7F)
- 미얀마어(1000~109F) 중 일부(1040~1049)
- 조지아어(10A0~10FF)
- 에티오피아어(1200~137F)
- 오검 문자(1680~169F)
- 룬 문자(16A0~16FF)
- 타이 레(1950~197F)
- 음성 부호 확장(1D00~1D7F) 중 일부(1D00~1D2F 등)
- 라틴어 추가 확장(1E00~1EFF)
- 그리스어 확장(1F00~1FFF)
- 일반 구두점(2000~206F)
- 위 첨자 및 아래 첨자(2070~209F) 중 일부(2070~208F)
- 화폐 기호(20A0~20CF) 중 일부(20A0~20B6) ― 주의: U+20B1부터 20B6까지는 글리프가 한 코드 포인트씩 오른쪽으로 밀려 있다.
- 글자를 변형한 기호(2100~214F) 중 일부
- 여러 가지 수(2150~218F) 중 로마 숫자(2160~2183)
- 화살표(2190~21FF) 중 일부
- 수학 연산자(2200~22FF) 중 일부
- 여러 가지 기술 기호(2300~23FF) 중 일부
- 제어 문자 기호(2400~243F) 중 일부
- 문자 인식(OCR) 기호(2440~245F) 중 일부(2440~244A)
- 괄호 문자(2460~24FF) 중 일부
- 상자 그리기 기호(2500~257F)
- 네모 기호(2580~259F) 중 일부
- 도형 기호(25A0~25FF) 중 일부
- 여러 가지 기호(2600~26FF) 중 일부
- 딩뱃 기호(2700~27BF) 중 일부
- 화살표 보충(27F0~27FF)
- 점자(2800~28FF) 중 일부(2800~283F)
- 라틴 확장-C(2C60~2C7F)
- 조지아어 확장(2D00~2D2F)
- 티피나그(2D30~2D7F)
- 역경 6줄 기호(4DC0~4DFF)
- 라틴 확장-D(A720~A7FF)
- 사용자 영역(E000~F8FF)에는 텡과르, 옛 고딕체 알파벳, 각종 특수 문자, 원래 픽스트시스의 필기체, 이탤릭체, 얇은 버전 등이 포함돼 있다.
- 영문 표현꼴(FB00~FB4F) 중 일부
- 아랍어 표현꼴-A(FB50~FDFF) 중 일부
- 작은꼴 변형(FE50~FE6F) 중 일부
- 아랍어 표현꼴-B(FE70~FEFF)
- 전각/반각 모양(FF00~FFEF) 중 전각 숫자(FF10~FF19)와 전각 대문자(FF21~FF3A) ― 작은 대문자로 그려져 있다.
- 특수 제어 문자(FFF0~FFFF)